# Berenike (Baranis)
Berenike (arabisch برنيس, DMG Baranīs, von altgriechisch Βερενίκη (η τρωγλοδυτική) (f. sg.)), als Berenice oder Berenice Troglodytica latinisiert, heute Baranis bzw. Medinet al-Haras, ist ein antiker ägyptischer Hafen an der Westküste des Roten Meeres in Ägypten im Gouvernement al-Bahr al-ahmar.

## Geographie
Die Stadt liegt in der Küstenebene zwischen dem Wadi Mandit und dem Wadi Umm al-Mandit. Berenike liegt an einem kleinen Golf, Sinus Immundus, und wird nach Norden hin durch das Ras Benas (Lepte Extrema) geschützt. Der Hafen ist heute fast versandet, und der Sandstreifen an seiner Zufahrt kann nur von kleinen Fahrzeugen erreicht werden.
Nach der Volkszählung vom 11. November 2006 hatte Berenike 602 Einwohner. Es wurde dabei im Bezirk (markaz) Marsa Alam des Gouvernements al-Bahr al-ahmar nachgewiesen. Nach einer aktuellen Bezirksgliederungskarte des Gouvernements liegt der Ort bereits im südlich angrenzenden Bezirk asch-Schalatin.

## Geschichte
Die Stadt wurde um 275 v. Chr. von Ptolemaios II. (285–247 v. Chr.) im Gebiet der Troglodyten gegründet und nach seiner Mutter Berenike I. benannt. Die ptolemäische Stadt lag vermutlich südlich der römischen Siedlung in der Umgebung des Serapis-Tempels. Die Stadt blühte im 1. und 2. Jahrhundert n. Chr., danach setzte der Niedergang ein. In der Mitte des 4. Jahrhunderts ist jedoch ein gewisser Bau-Boom zu beobachten. Die Siedlung diente bis mindestens 524 als Hafen. In der spätrömischen Siedlung wurden aufgelassene Gebäude oft als zeitweilige Unterkünfte genutzt, vielleicht Zeichen einer verstärkten blemmyischen Präsenz. Nach 640 wurde die Siedlung aufgelassen, der Hafen verlandete.

## Aufbau der Siedlung

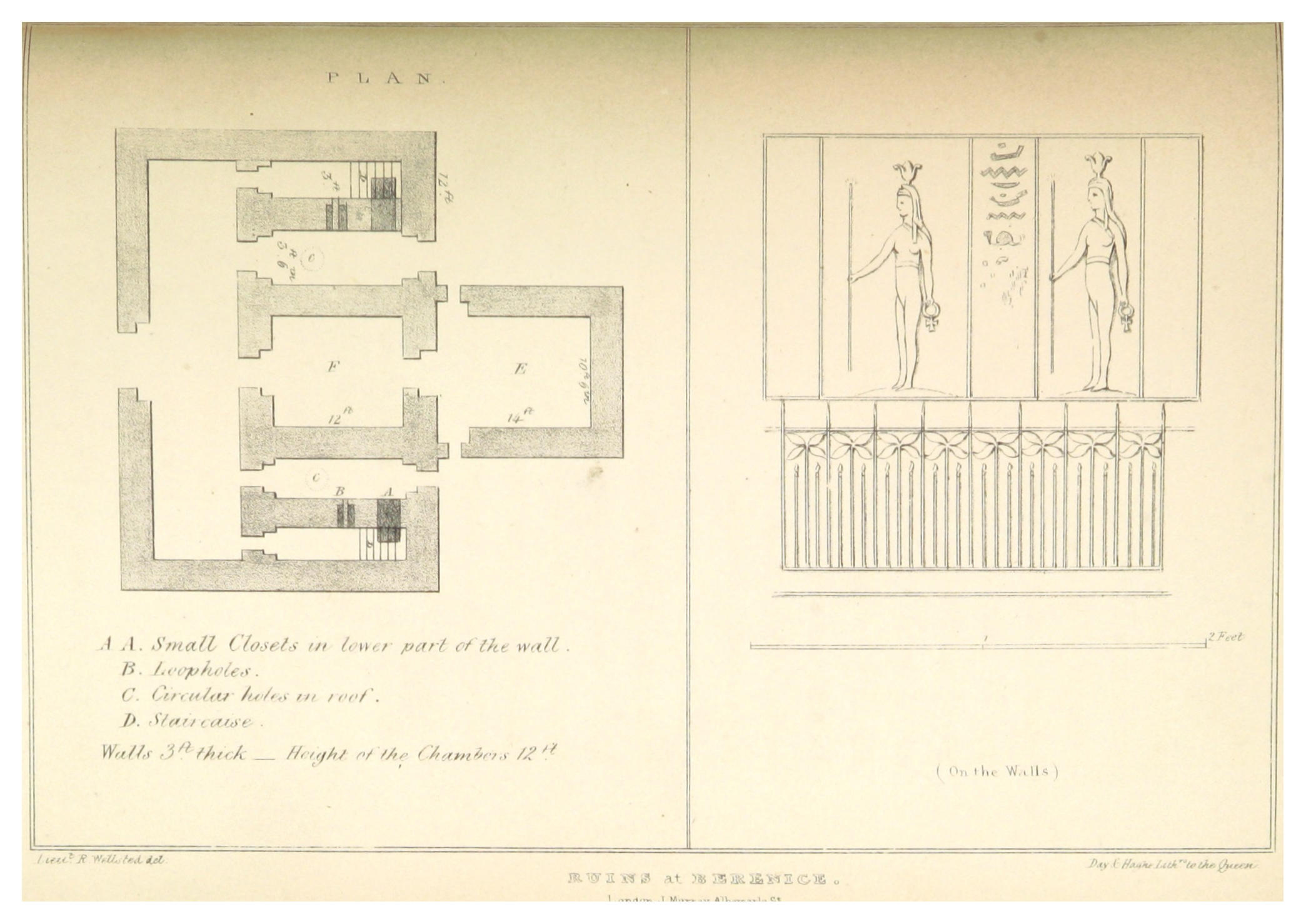
Plan der antiken Ruinen von Berenice (bei Wellsted, 1838)

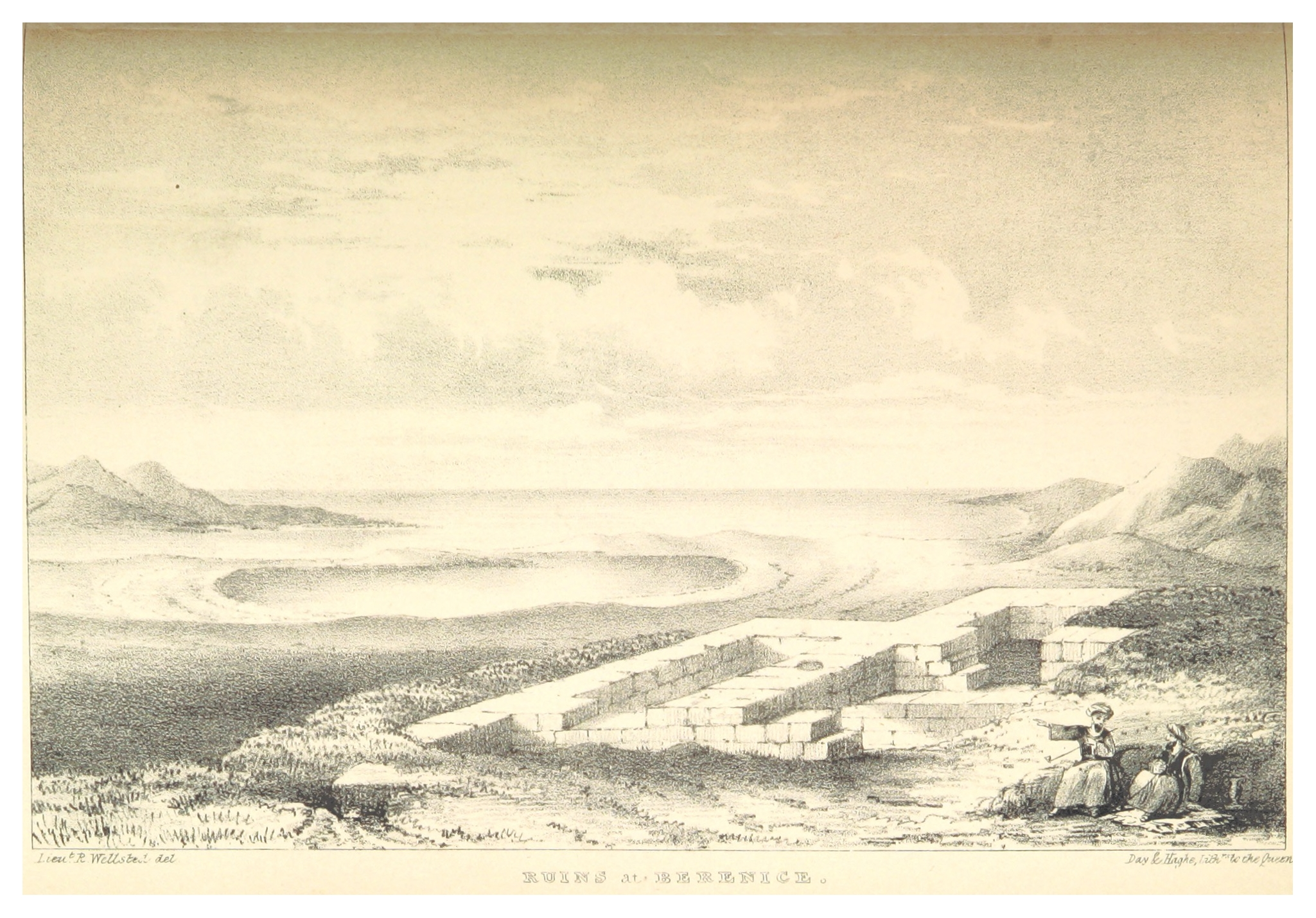
Der Fundplatz Berenice im Jahre 1838

Die Ausgrabungen legten unter anderem eine früh-römische Kai-Anlage frei (Schnitt BE95/97-7). Die Küstenlinie scheint während der Besiedlung ständig zurückgewichen zu sein, einige der spätrömischen Gebäude sind auf marinen Sedimenten errichtet, oder auf einer Abfallschicht, die vielleicht eingebracht wurde, um den Baugrund zu stabilisieren. Westlich des Hafens lagen anscheinend horrea (Getreidespeicher). Sie waren aus Korallenblöcken erbaut, die mit einem gipshaltigen Mörtel verbunden waren und hatten ein Kuppeldach. Nachdem der Hafen wegen der zurückweichenden Küstenlinie aufgegeben worden war, wurden die Gebäude im 4. und 5. Jahrhundert als Heiligtümer genutzt, wie Steinaltäre und Wasserbassins mit Auslauf beweisen.
Die Stadt war nach dem klassischen römischen Muster, mit cardo und decumanus angelegt. Die Gebäude wurden meist aus Korallenblöcken errichtet, oft durch Teakholzbretter verstärkt. Fußböden bestanden aus Platten aus Gipsgestein. Ein Badehaus wird wegen gebrannter Ziegel vermutet, wurde aber nicht von der Ausgrabung erfasst. Wie die Wasserversorgung organisiert war, ist unklar, es wurden bisher keine Leitungsröhren gefunden.

## Kult
Unter den Ruinen von Berenike ist ein Serapis-Tempel auf der höchsten Erhebung der Stadt, einem Kalksteinfelsen, die wichtigste; die Reste seiner Skulpturen und Inschriften bewahren den Namen des Tiberius sowie die Abbildungen vieler Gottheiten, darunter eine (Göttin?), welche wohl vermutlich die Pharaonin Berenike II. darstellt, nach welcher der Hafen und das Sternenbild Haar der Berenike benannt wurde. Alabarch oder Arabarch, was auch die Bezeichnung des höchsten jüdischen Magistrats in Alexandria unter der ptolemäischen und römischen Regierung war.
Ein Heiligtum für palmyrenische Götter, das von einer Auxiliareinheit (ala Herculiana) aus Palmyra genutzt wurde (schola) wurde in Schnitt BE97/98-16 gefunden. Es wurde von der zweiten Hälfte des 2. Jahrhunderts bis ins 3. Jahrhundert genutzt. Auch danach diente es als Heiligtum, es ist aber nicht sicher, welche Götter hier verehrt wurden. Zusammen mit einem zweiten Heiligtum in Schnitt BE98-23 beweist es, dass die Verehrung antiker Götter hier bis in das 5. Jh. andauerte. Eine Inschrift belegt die Verehrung des „größten Gottes“ Hierobol (wohl Baal), eine Statue wurde von Aemilius Celer, dem Präfekten der Ala Herculiana, die seit 185 n. Chr. in Koptos stationiert war, und Valerius Germanion gestiftet. In dem Tempel wurden Reste einer weiblichen Bronzestatue gefunden, die dem Kult von Caracalla und Julia Domna diente, sowie ein Kopf des ägyptischen Gottes Harpokrates aus Gipsgestein. Die schola enthielt einen Altar, an dem Opfer von Datteln, Weizen und Gerste gefunden wurden. Hölzerne Schalen waren mit Sand gefüllt und enthielten als oberste Schicht Holzkohle, vermutlich dienten sie zum Darbringen von Räucheropfern. Im vierten Jahrhundert wurde der Tempel kurzfristig aufgegeben, danach aber wieder aufgebaut und genutzt.
Eine Bes-Statuette stammt aus den ptolemäischen Schichten. Eine Kamee aus rotem Glas zeigt einen stilisierten zoroastrischen Feueraltar.
Es kamen Belege für Horus- und Isis-Serapis-Kulte zu Tage. Es konnte ein Isis-Tempel freigelegt werden. Beim Tempel der Isis wurden Fragmente einer Statue des meroitischen Gottes Sebiumeker gefunden, deren Inschriften einen König der Blemmyer nennen.
Aus Berenike stammt auch eine Buddha-Statue im Gandhara-Stil. Die in den Überresten eines ehemaligen Isis-Tempels gefundene Figur ist 71 Zentimeter groß; sie soll mindestens 1800 Jahre alt sein. Der dargestellte Buddha besteht aus Marmor (das Material stammt aus der heutigen Türkei) und besitzt einen Heiligenschein; in seiner linken Hand hält er einen Teil seiner Kleider fest. Im Tempel wurden auch zwei Münzen gefunden, die aus dem Königreich der Shatavahana im zentralindischen Hochland stammen. Beides legt den Schluss nahe, dass hier eine indische Gemeinde aus Kaufleuten gelebt und sich in einem kulturellen Austausch mit der Bevölkerung befunden hat.

## Bevölkerung
In Berenike wurden griechische, lateinische, hebräische, spätaramäische (vermutlich palmyrenische), südarabische und tamilische Inschriften und Ostraka gefunden. Besonders in der Spätzeit scheinen hier auch Blemmyer gesiedelt zu haben, wie besonders die Korbwaren vermuten lassen.

## Funde
Textilien wurden aus Ziegenhaaren, Schafwolle, Flachs und Baumwolle hergestellt. Auch Segelreste aus Baumwolle wurden gefunden. Hauptnahrungsmittel waren nach archäobotanischen Resten Weizen, Gerste, Hirse (Sorghum bicolor), Linsen und weiße Lupinen. Dazu kamen Oliven, Datteln, Pflaumen, Kapern und Weintrauben. Auch Knoblauch und Rüben sind nachgewiesen.

## Handel
Vier bis fünf Jahrhunderte lang war Berenike der Umschlagplatz für den Handel zwischen Oberägypten und Indien, Arabien und Äthiopien. Von hier aus führte eine mit Wasserstationen (griechisch hydreumata, vergleiche Hadramaut auf der Arabischen Halbinsel) bestückte Straße nach Nordwesten bis an den Nil bei Koptos und Contra Apollinopolis (Edfu).
In hellenistischer Zeit war Berenike eine Zwischenstelle für den Transport von Kriegselefanten aus Äthiopien und somit von hoher militärischer Bedeutung. Die Tiere wurden auf spezielle Transportschiffe, Elephantagoi, geladen und nach Berenike gebracht, von wo aus sie Überland nach Edfu getrieben wurden, um auf dem Nil weiter transportiert zu werden. In römischer Zeit wurde vor allem Elfenbein gehandelt. Nach Plinius dem Älteren dauerte die Reise von Berenike nach Koptos (Qift) zwölf Tage, wobei die Kamelkarawanen nur des Nachts unterwegs waren. Den Tag verbrachten die Karawanen an befestigten Wasserstellen (Hydreumata), die von Bogenschützen bewacht wurden. Diese rechteckigen Anlagen hatten vier runde Ecktürme und ein durch zwei Türme geschütztes Tor an einer Schmalseite. Kameltreiber (kamelites) sind auch aus den Ostraka bekannt. Aus Koptos wurde Getreide nach Berenike gebracht. Indische Keramik stammt vor allem aus den frührömischen Schichten, sie wurde vermutlich in Arikamedu hergestellt. Westindische Keramik fehlt bisher. Handgemachte Grobkeramik wurde auch in den späteren Schichten gefunden. Abdrücke auf der Außenseite zeigen, dass sie in der Treibtechnik gefertigt worden waren. Weinbehälter waren zahlreich. Der Weinhandel bzw. die Versorgung der Schiffe mit Wein ist auch durch Ostraka belegt. Auch Amphoren, die garum enthalten hatten, wurden gefunden. Die Ostraka sind überwiegend Zolldokumente. Außerdem werden Rationen für Schiffsbesatzungen erwähnt. Diese erhielten Zwiebeln, ungesäuertes Brot und ägyptischen oder griechischen Wein. Die Perlen aus Berenike stammen teilweise aus Arikamedu und Mantai auf Ceylon (sog. Indo-pazifische Perlen). Karneol- (sard) Perlen stammen aus Süd- oder Westindien, Granat- und Onyxperlen aus Südindien (Römisch-indische Beziehungen). Bearbeitete Korallen (Corralium rubrum) waren für den Indienhandel bestimmt, ebenso wie Goldglasperlen. Fayenceperlen sind besonders in den ptolemäischen Schichten häufig, sie stellen ein einheimisches ägyptisches Produkt dar. Teakholz (Tectona grandis) ist sehr häufig und offensichtlich oft sekundär verwendet, es stammt vermutlich aus abgewrackten Schiffen. Manchmal wiesen die Stücke noch Pechreste auf. Auch Bambus wurde gefunden, er stammt ebenfalls aus Indien, genau wie Sandelholz.
Funde wie italienische Sigillata, Gräten von Nilfischen, Reis- und Pfefferfunde und eine Amphore mit einer tamilischen Inschrift belegen die weitreichenden Handelskontakte jener Zeit.
- siehe auch Nikanor-Archiv

## Umliegende Fundstellen
In der Nähe von Berenike lagen die Beryll-Minen von Zabara und Saket (Mons Smaragdus) und die Goldminen vom Umm Howeitat.

## Forschungsgeschichte
Die archäologische Stätte wurde 1818 durch Giovanni Battista Belzoni identifiziert, der einige oberflächliche Ausgrabungen durchführen ließ. Wilkinson fertigte 1826 die ersten Pläne des Ruinenfeldes an. Die Stadt bedeckte eine Fläche von ca. 2 km².
Die Siedlung wurde zwischen 1994 und 2001 durch ein Team der Universitäten Delaware und Leiden unter Leitung von Steven E. Sidebotham und Willemina Z. Wendrich erforscht. Seit 2007 werden erneut Ausgrabungen im Rahmen der Polish-American Mission to Berenike and the Eastern Desert unter Leitung von Sidebotham sowie Iwona Zych vom Polish Centre of Mediterranean Archaeology vorgenommen.

### Grabungsberichte
- Steven E. Sidebotham, Willemina Z. Wendrich (Hrsg.): Berenike: Report of the 1994 Excavations at Berenike (Egyptian Red Sea Coast) and the Survey of the Eastern Desert (= CNWS Publications, Special Series 1). Rijksuniversiteit Leiden Centrum voor Niet-Westerse Studies, Leiden 1995, ISBN 90-73782-41-4.
- Steven E. Sidebotham, Willemina Z. Wendrich, F. G. Aldsworth (Hrsg.): Berenike: Report of the 1995 Excavations at Berenike (Egyptian Red Sea Coast) and the Survey of the Eastern Desert (= CNWS Publications, Special Series. Band 2). Rijksuniversiteit Leiden Centrum voor Niet-Westerse Studies, Leiden 1996, ISBN 90-73782-70-8.
- Steven E. Sidebotham, Willemina Z. Wendrich, F. G. Aldsworth (Hrsg.): Berenike: Report of the 1996 Excavations at Berenike (Egyptian Red Sea Coast) and the Survey of the Eastern Desert (= CNWS Publications, Special Series. Band 3). Rijksuniversiteit Leiden Centrum voor Niet-Westerse Studies, Leiden 1998, ISBN 90-5789-001-1.
- Steven E. Sidebotham (Hrsg.): Berenike 1997: Report of the 1997 Excavations at Berenike and the Survey of the Egytian Eastern Desert, including Excavations at Shenshef (= CNWS Publications, Special Series. Band 4). Rijksuniversiteit Leiden Centrum voor Niet-Westerse Studies, Leiden 1999, ISBN 90-5789-025-9.
- Steven E. Sidebotham, Willemina Z. Wendrich (Hrsg.): Berenike 1998: Report of the 1998 Excavations at Berenike and the Survey of the Egyptian Eastern Desert, including Excavations at Wadi Kalalat (= CNWS Publications, Special Series. Band 5). Research School of Asian, African, and American Studies (CNWS), Leiden 2000, ISBN 90-5789-052-6.
- René T. J. Cappers: Roman foodprints at Berenike. Archaeobotanical Evidence of Subsistence and Trade in the Eastern Desert of Egypt (= Berenike Report 6; Cotsen Institute of Archaeology at University of California Los Angeles, Monograph. Band 55). Cotsen Institute of Archaeology, Los Angeles 2006, ISBN 1-931745-26-9.
- Steven E. Sidebotham, Willeke Wendrich (Hrsg.): Berenike 1999/2000: Report on the Excavations at Berenike, including Excavations in Wadi Kalalat and Siket, and the Survey of the Mons Smaragdus Region (= Berenike Report. Band 7/ Cotsen Institute of Archaeology, University of California, Los Angeles, Monograph. Band 56). Cotsen Institute of Archaeology, Los Angeles 2007, ISBN 978-1-931745-29-1.
- Roger S. Bagnall, Christina Helms, Arthur M. F. W. Verhoogt: Documents from Berenike 1: Greek Ostraka from the 1996–1998 Seasons (= Papyrologica Bruxellensia. Band 31). Fondation Égyptologique Reine Élisabeth, Brüssel 2000.
- Roger S. Bagnall, Christina Helms, Arthur M. F. W. Verhoogt: Documents from Berenike 2: Texts from the 1999–2001 Seasons (= Papyrologica Bruxellensia. Band 33). Fondation Égyptologique Reine Élisabeth, Brüssel 2005.

### Einzeldarstellungen
- Steven E. Sidebotham: Berenike. In: Kathryn A. Bard (Hrsg.): Encyclopedia of the Archaeology of Ancient Egypt. Routledge, London 1999, ISBN 0-415-18589-0, S. 170–172.
- Steven Sidebotham, Willemina Wendrich: Roms Tor am Roten Meer nach Arabien und Indien. In: Antike Welt. Band 32, Nr. 3, 2001, S. 251–263.
- Willemina Z. Wendrich, R. S. Tomber, Steven E. Sidebotham, J. A. Harrell, René T. J. Cappers, Roger S. Bagnall: Bereneike crossroads: The integration of information. In: Journal of the Economic and Social History of the Orient. Band 46, Nr. 1, 2003, ISSN 0449-3222, S. 46–87.
- Steven E. Sidebotham: Berenike and the Ancient Maritime Spice Route (= The California World History Library. Band 18). University of California Press, Berkeley u. a. 2011, ISBN 978-0-520-24430-6.